# 위타천

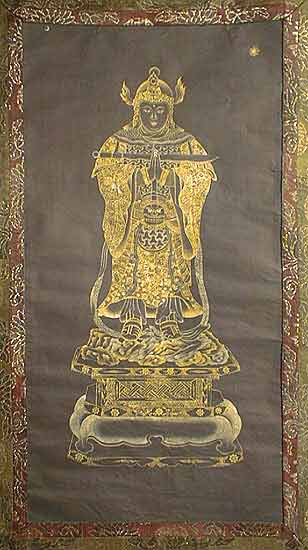
위타천.

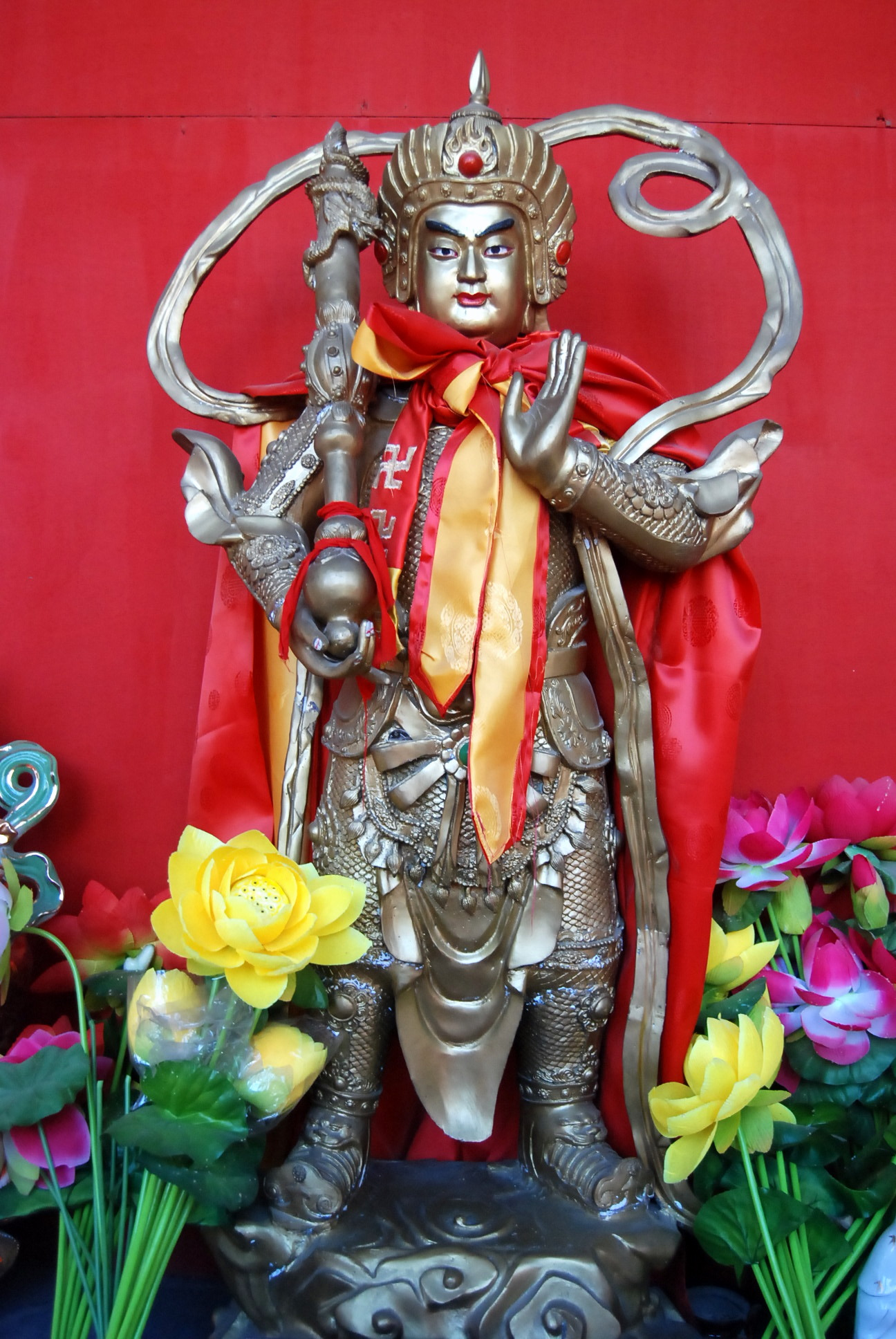
위타천사（베이징・묘응사）

위타천 또는 위태천(韋馱天)은 불교에서 천부에 속하는 신으로, 힌두교의 신 카르티케야가 불교로 수용된 것이다.
증장천의 8장의 일신으로, 사천왕 아래의 32장 중의 선두를 차지하는 천부의 신불이다. 특히 가람을 지키는 호법신으로서 중국의 선사에서는 사천왕, 포대화상과 함께 산문이나 본당 앞에 모셔진다. 일본의 선종에서는 주방과 승보를 지키는 호법신으로 모셔진다. 또 소아의 병마를 없애는 신으로도 간주된다. 밀교의 만다라에서는 호세이십천의 일존으로서 서방위에 배치된다.

## 같이 보기
- 카르티케야
- 구마라천